# المسيح ضابط الكل

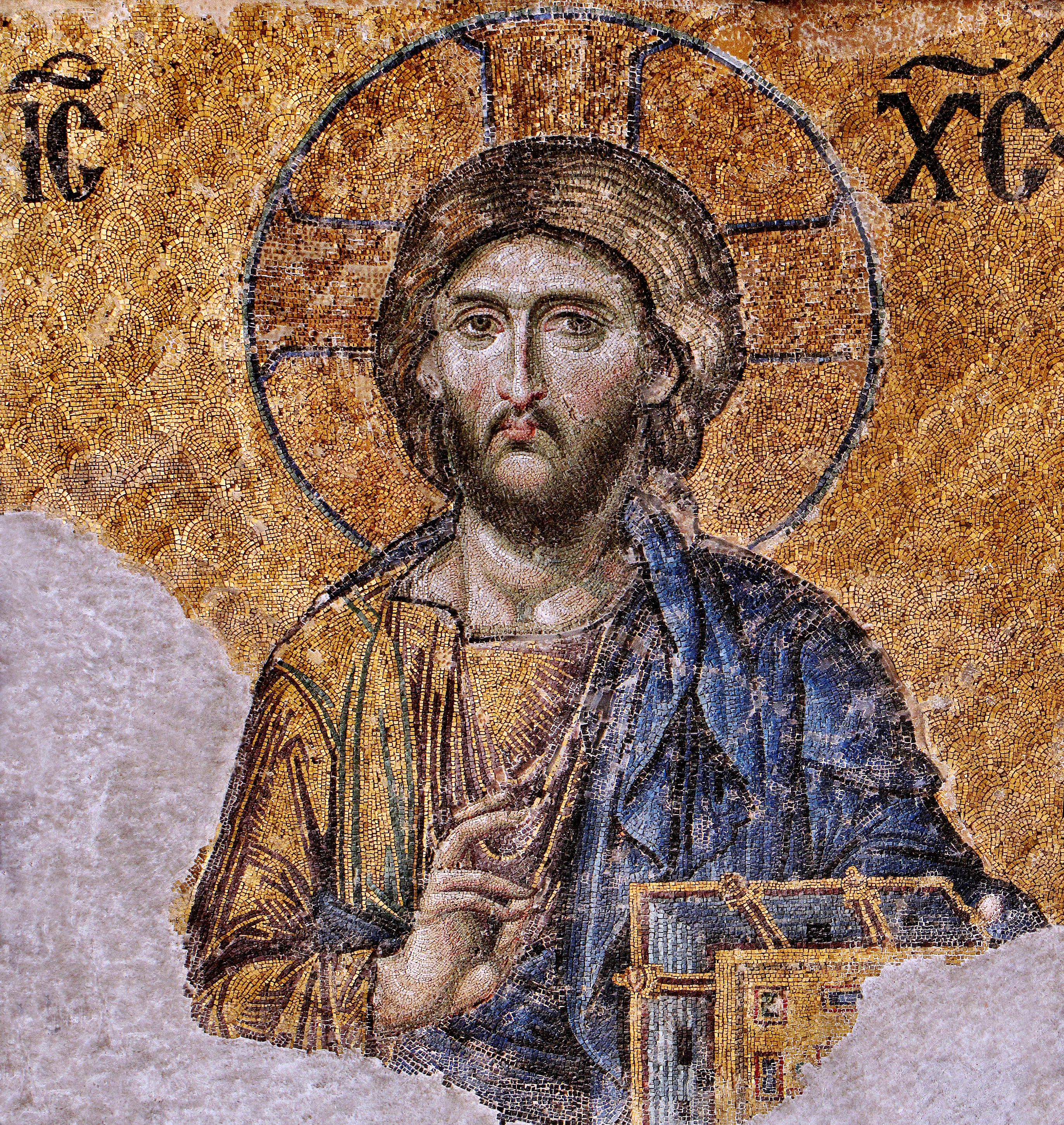
أيقونة المسيح ضابط الكل فسيفساء في آيا صوفيا بـاسطنبول

المسيح ضابط الكل (باليونانية: Χριστὸς Παντοκράτωρ) تمثل تصويراً للمسيح في الأيقونات المسيحية  بطريقة محددة، يعد مفهوم الضابط الكل مفهوماً عقائدياً شرقياً موجوداً عن الأرثوذكس والكاثوليك الشرقيين، ويظهر بشكل أقل في الكنيسة الغربية، ولا يلاحظ في الكنيسة البروتستانتية، تعرف الأيقونة المكافئة لها في الفن باسم المسيح الملك [الإنجليزية] التي تطورت بطريقة كتابة أيقونية مختلفة نوعاً ما. تظهر أيقونة المسيح ضابط الكل أن المسيح أتى بصفته قاضٍ إنساني لطيف لكنه صارف وكلي القدرة.

## معرض الصور

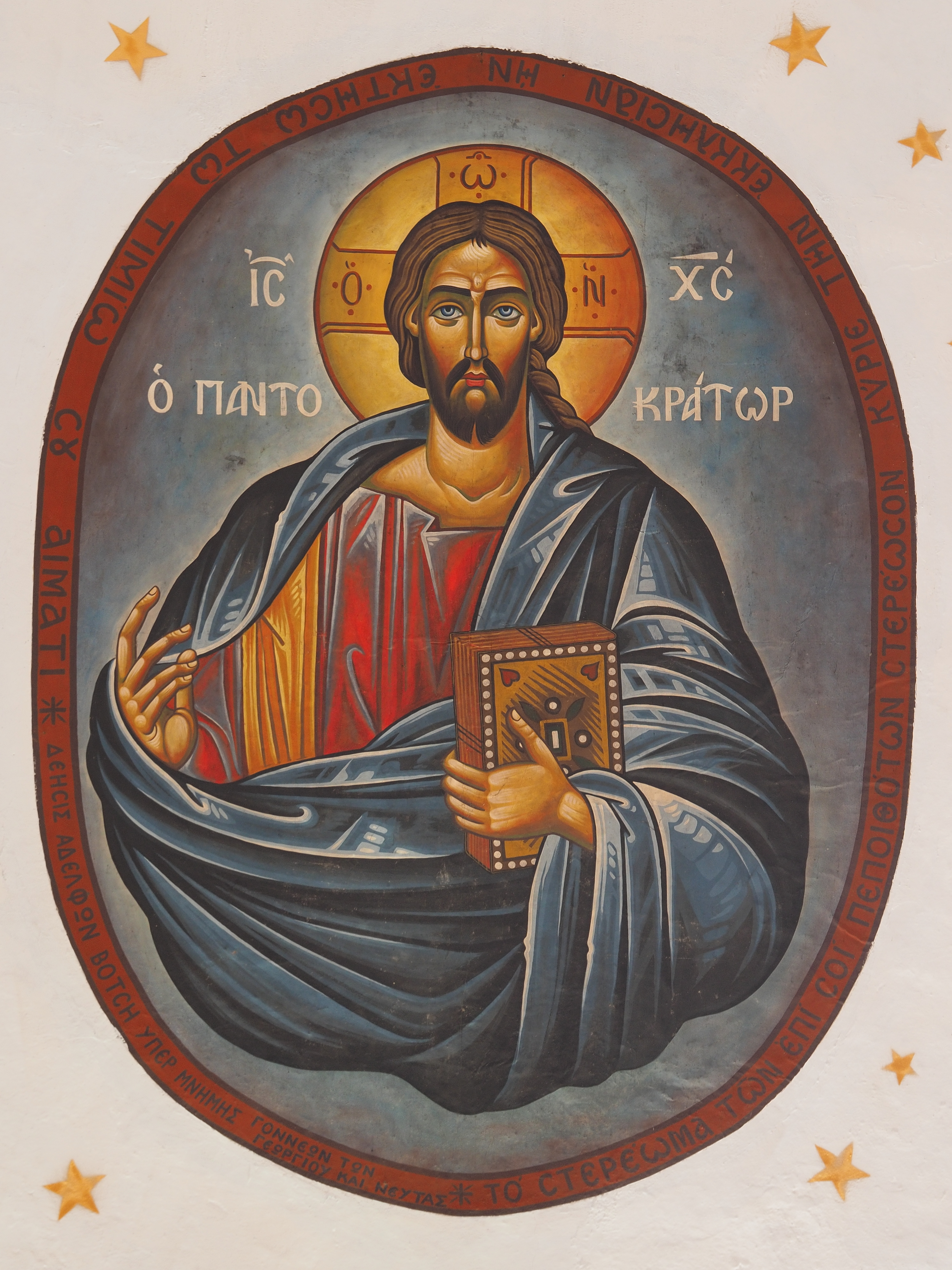
أيقونة بيزنطيَّة جصيَّة تُمثل المسيح ضابط الكل في إحدى كنائس قرية آغيوس نيقولاس في اليونان
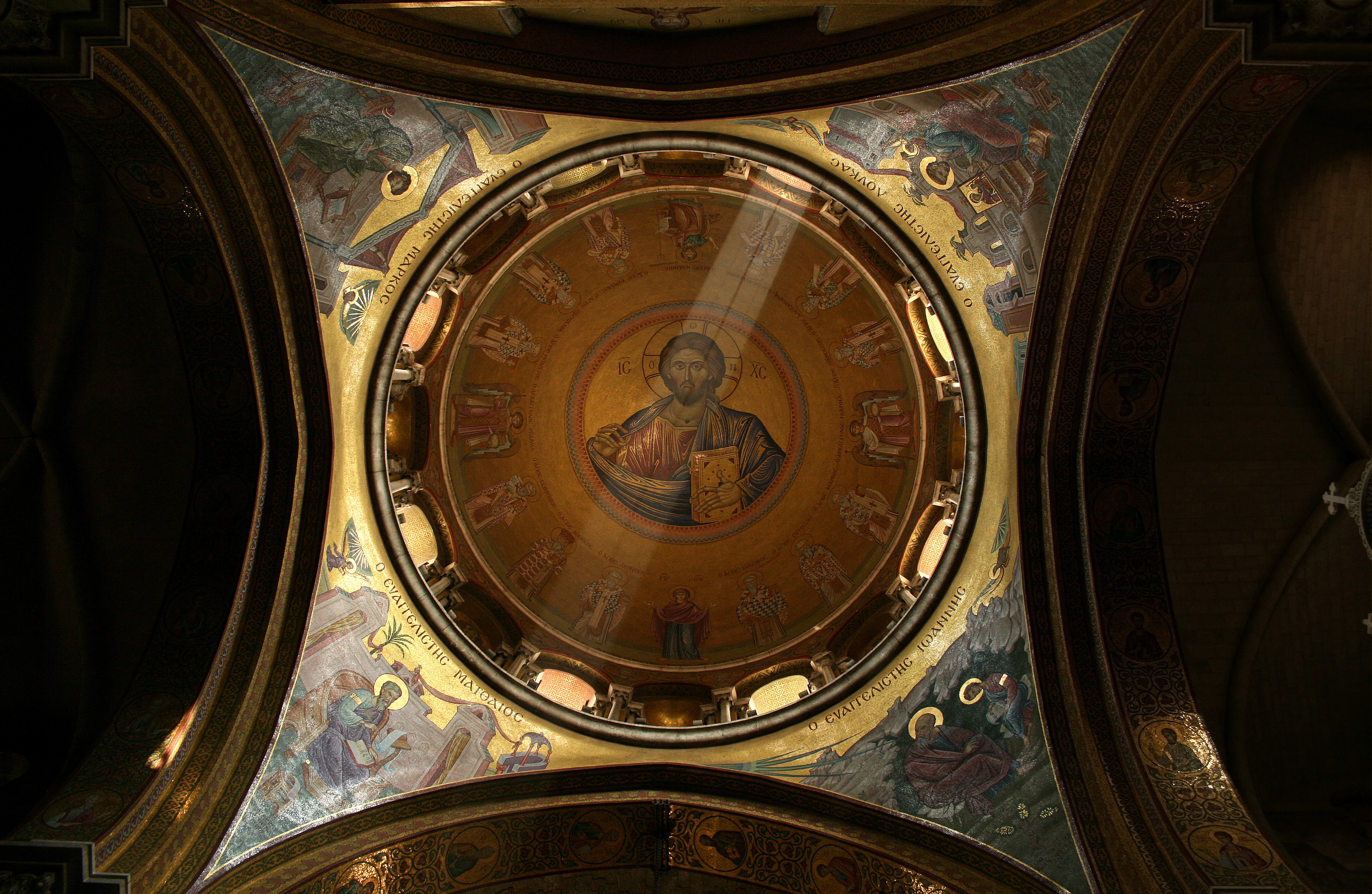
المسيح ضابط الكل في قبة كنيسة القيامة الاثوليكية، عادةً ما توجد أيقونة ضابط الكل مرسومةً في قبة الكنيسة
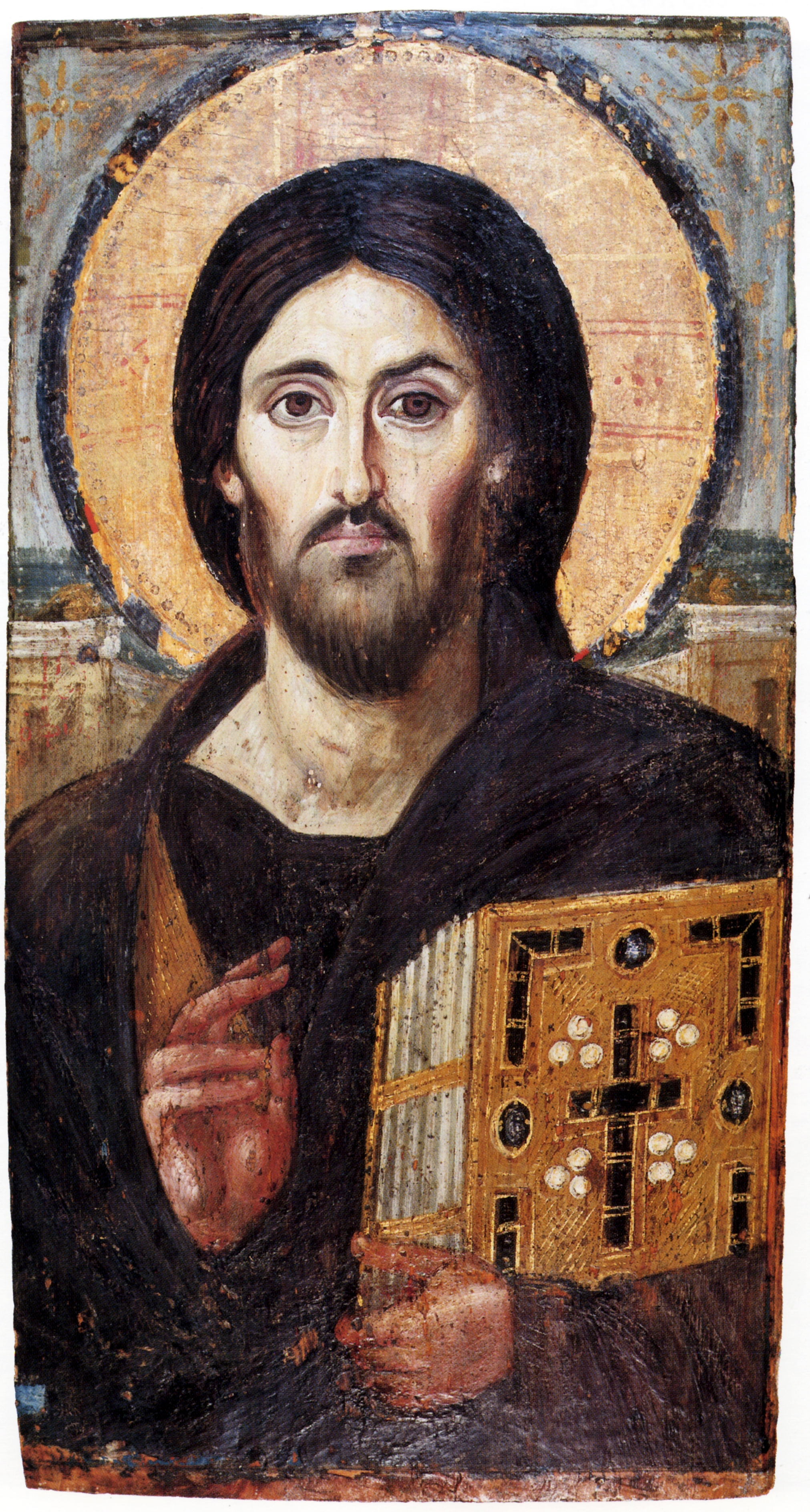
أيقونة المسسيح ضابط الكل في دير القديسة كاترين في شبه جزيرة سيناء